# Корбрез
Корбрез (фр. Corbreuse) насеље је и општина у Француској у региону Париски регион, у департману Есон која припада префектури Етан.
По подацима из 2011. године у општини је живело 1720 становника, а густина насељености је износила 108,93 становника/km². Општина се простире на површини од 15,79 km². Налази се на средњој надморској висини од 155 метара (максималној 160 m, а минималној 104 m).

## Демографија
| 1962. | 1968. | 1975. | 1982. | 1990. | 1999. | 2011. |
| ----- | ----- | ----- | ----- | ----- | ----- | ----- |
| 341   | 377   | 577   | 1.144 | 1.369 | 1.486 | 1.720 |

График промене броја становника у току последњих година